# Чиста Млака
Чиста Млака је насељено место у саставу општине Ругвица, у Загребачкој жупанији, Хрватска. До територијалне реорганизације у Хрватској налазила се у саставу бивше велике општине Дуго Село.

## Становништво
На попису становништва 2011. године, Чиста Млака је имала 582 становника.

## Попис 1991.
На попису становништва 1991. године, насељено место Чиста Млака је имало 237 становника, следећег националног састава:
| Попис 1991.‍  | Попис 1991.‍  | Попис 1991.‍ | Попис 1991.‍ | Попис 1991.‍ |
| ------------ | ------------ | ----------- | ----------- | ----------- |
|              |              |             |             |             |
| Хрвати       | Хрвати       |             | 181         | 76,37%      |
| Срби         | Срби         |             | 34          | 14,34%      |
| Југословени  | Југословени  |             | 7           | 2,95%       |
| Македонци    | Македонци    |             | 3           | 1,26%       |
| Муслимани    | Муслимани    |             | 1           | 0,42%       |
| Роми         | Роми         |             | 1           | 0,42%       |
| неопредељени | неопредељени |             | 5           | 2,10%       |
| непознато    | непознато    |             | 5           | 2,10%       |
| укупно: 237  |              |             |             |             |